# Daneliuska huset

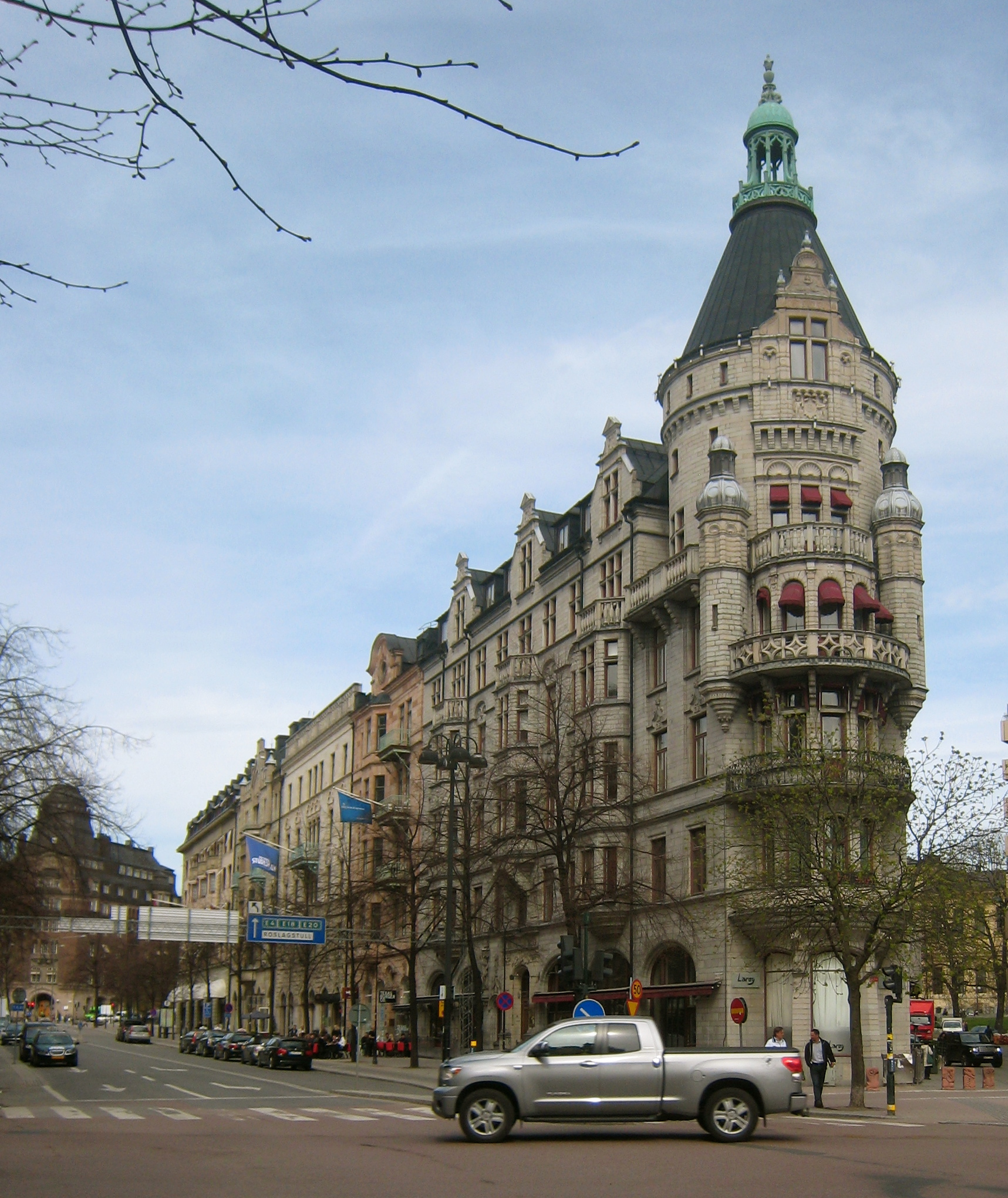
Daneliuska huset sett från Stureplan.

Daneliuska huset (även kallad Strykjärnshuset på grund av sin spetsiga form) ligger i kvarteret Landbyska verket på en kilformad tomt mellan Birger Jarlsgatan, Biblioteksgatan och Stureplan på Östermalm i centrala Stockholm. Byggnaden känns igen på sitt kraftigt markerande torn mot Stureplan och sin rikt dekorerade kalkstensfasad i tidig fransk renässansstil. Byggnaden är blåmärkt av Stadsmuseet i Stockholm, vilket innebär att den representerar ”synnerligen höga kulturhistoriska värden”.

## Historik

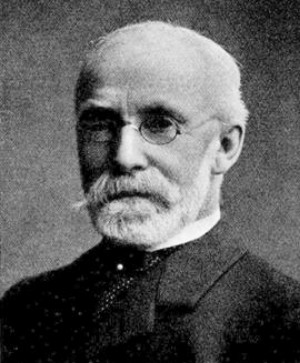
Byggherren Danelius.

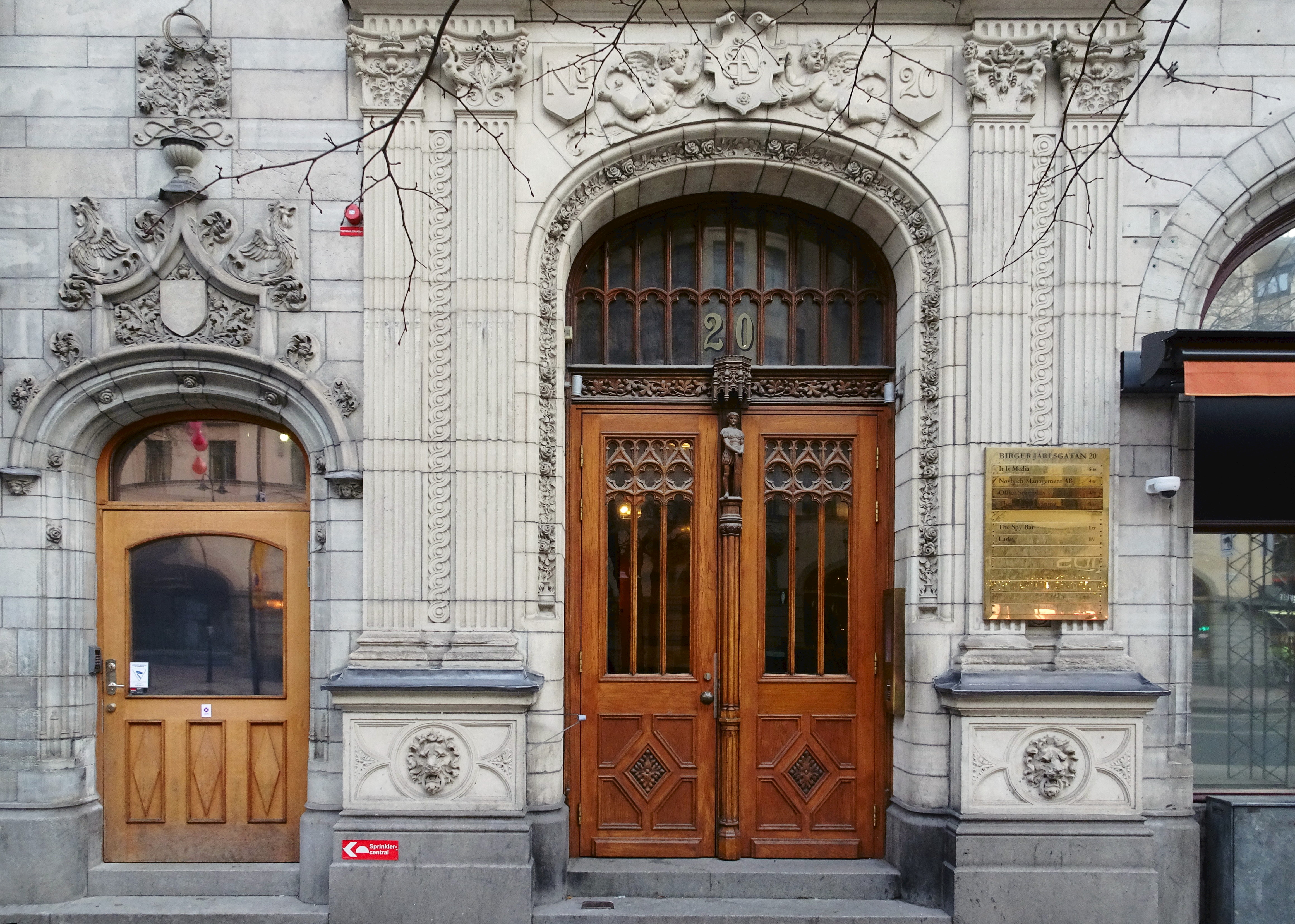
Portalen, Birger Jarlsgatan 20.

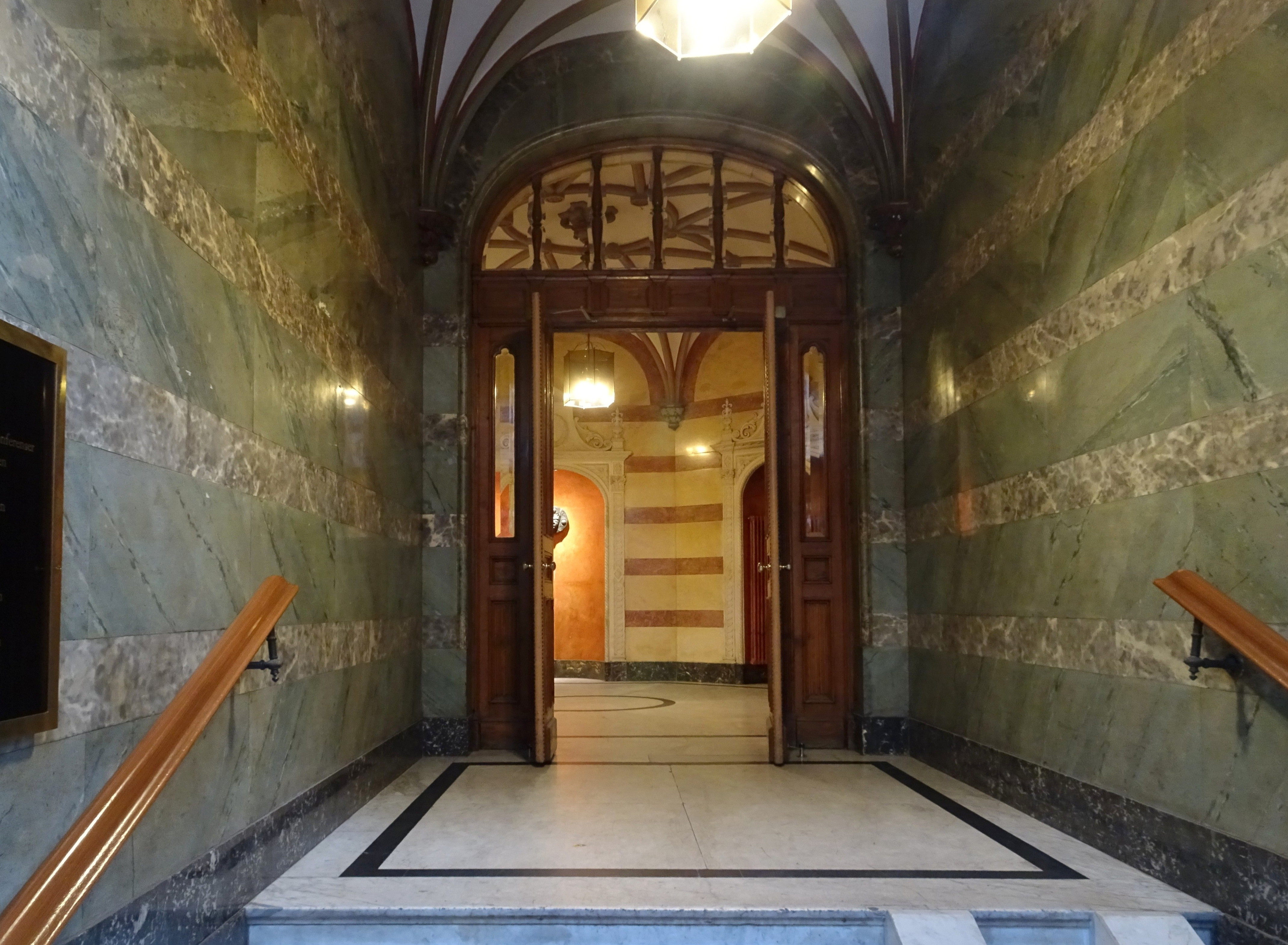
Entréhallen Birger Jarlsgatan 20.

Byggnaden uppfördes som bostadshus med luxuösa hyreslägenheter år 1898–1900 efter ritningar av arkitekt Erik Josephson på uppdrag av grosshandlare Bror August Danelius (1833–1908). Han hade blivit en förmögen man, bland annat genom grosshandel med lax. Josephson inspirerades av de renässansslott han sett i Loiredalen i Frankrike under sin studieresa, där bland annat slotten Azay-le-Rideau, Chenonceaux och Amboise nämnts som tänkbara förebilder. Byggmästare var Andreas Gustaf Sällström.
Byggherrens initialer, ett sammanflätad BAD, återfinns ovanför portalen mot Birger Jarlsgatan, på tornet mot Stureplan och mot Biblioteksgatan på små vapensköldar. Kalkstensfasaden i övrigt har en rik skulptural dekor med bland annat putti, djurhuvuden och fågelbon. Från tornets nedersta burspråk sträcker två rytande pantrar sig ut över gatan. Byggnadens yttre är livlig uppbyggd med burspråk, toureller, gavlar och balkonger. Tornet mot Stureplan kröns av en kopparklädd lanternin. Källare och grundmurar utfördes av betong och grunden vilar på ett stort antal pålar. Marken var sank, här flöt Rännilen förbi från det närbelägna Träsket. Källartaket utgörs av betongvalv mellan järnbalkar, för övrigt har våningarna träbjälklag. 
Bottenvåningen inrymde butiker och en portvaktslägenhet. På 1–3 trappor låg mycket stora lägenheter om 11 rum och kök fördelade på salong, matsal, förmak, två herrum, fyra sovrum och två rum för personalen. Dessutom fanns till varje lägenhet hall med kapprum, serveringsrum, ett badrum och två klosetter. På 4 trappor var planet uppdelat på två lägenheter om 4 och 7 rum och kök. Våningarna nåddes via en huvudtrappa (redan från början med hiss) och en kökstrappa. Den senare skulle användas av personalen. Lägenheterna hade mycket påkostade inredningar med bland annat dyrbara kakelugnar, väggpaneler och väggmålningar. Byggherren Bror August Danelius bodde med sin familj på våningen 2 trappor. Hans bostad smyckades med väggmålningar utförda av konstnären Georg Pauli.

### Lovord och kritik
Fasadmaterialet skulle ursprungligen ha varit tegel, men i sista minuten ändrades det till natursten (kalksten från Yxhult) som vid denna tiden sågs som modernt och äkta i motsats till den äldre putsarkitekturen. Denna högborgerliga sekelskiftsarkitekturen, som återskapade historiserande uttrycksformer, avvisade i regel den internationell rådande jugendstilen som även hade kommit till Sverige. 
När den nya byggnaden presenterades i pressen år 1900 var rösterna övervägande positiva. Stockholms-Tidningen beskrev huset som ”en af vår vackraste gatans [Birger Jarlsgatan] allra förnämsta prydnader”. Men stadens unga arkitekter kritiserade Daneliuska huset exteriör hårt, bland annat av Ragnar Östberg som ansåg att den representerade "stenarkitekturens dekadens", där putsarkitekturens slappa former bara översatts i sten.

### Husets vidare öden
Efter Danelius bortgång tillskiftades byggnaden hans dotter Ebba Lovisa, som fortsatte faderns filantropiska verksamhet och bland annat lät 1930 Stockholms Högskolas Humanistiska Bibliotek (”HumB”) disponera hyresfritt en elvarumslägenhet på våning 1 trappa. En av deckarförfattaren Maria Langs böcker, En skugga blott från 1952, utspelas till stor del på HumB. På 1950-talet övertogs samma våning av Utrikespolitiska Institutet.
Dödsboet efter Ebba Lovisa Danelius sålde 1964 huset för 4 miljoner kronor till byggnadsfirman Nils Nessen AB. Samma år övertogs huset av Nils Nessen personligen.

Jägmästare Nils Schagers våning på 4 trappor (1966)
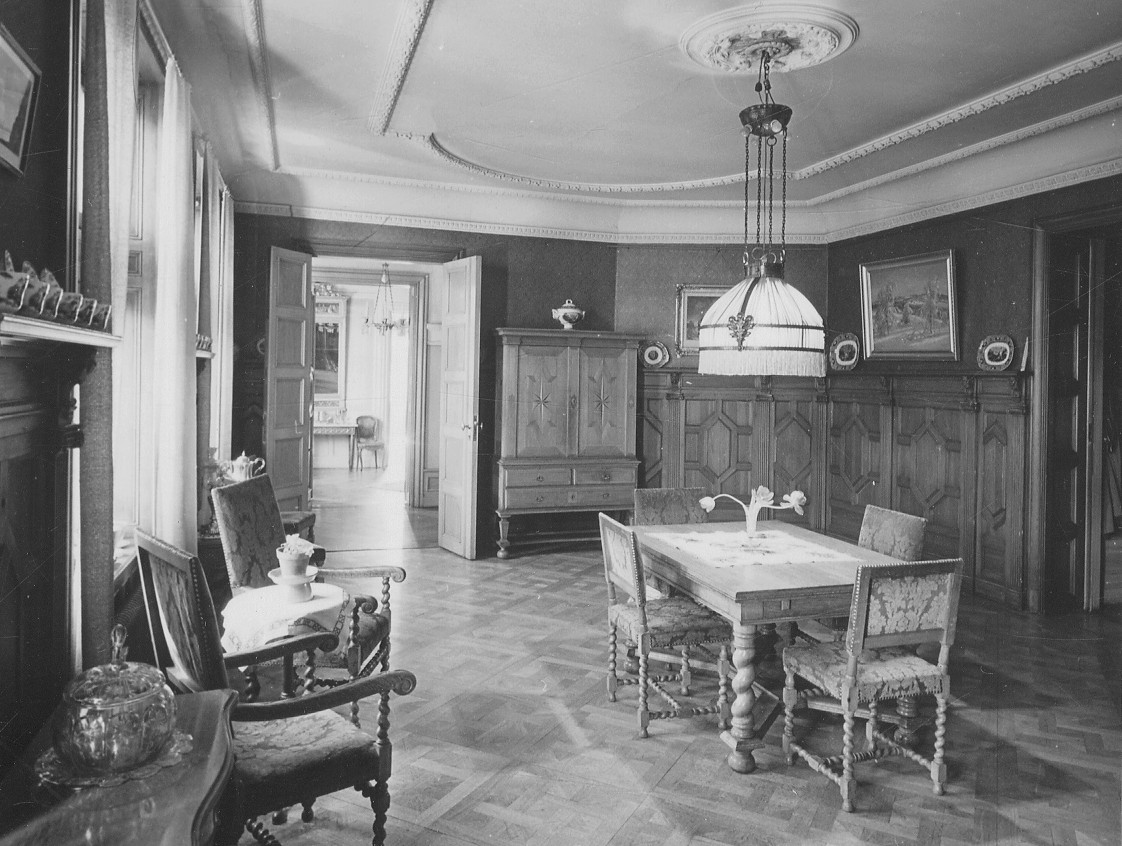
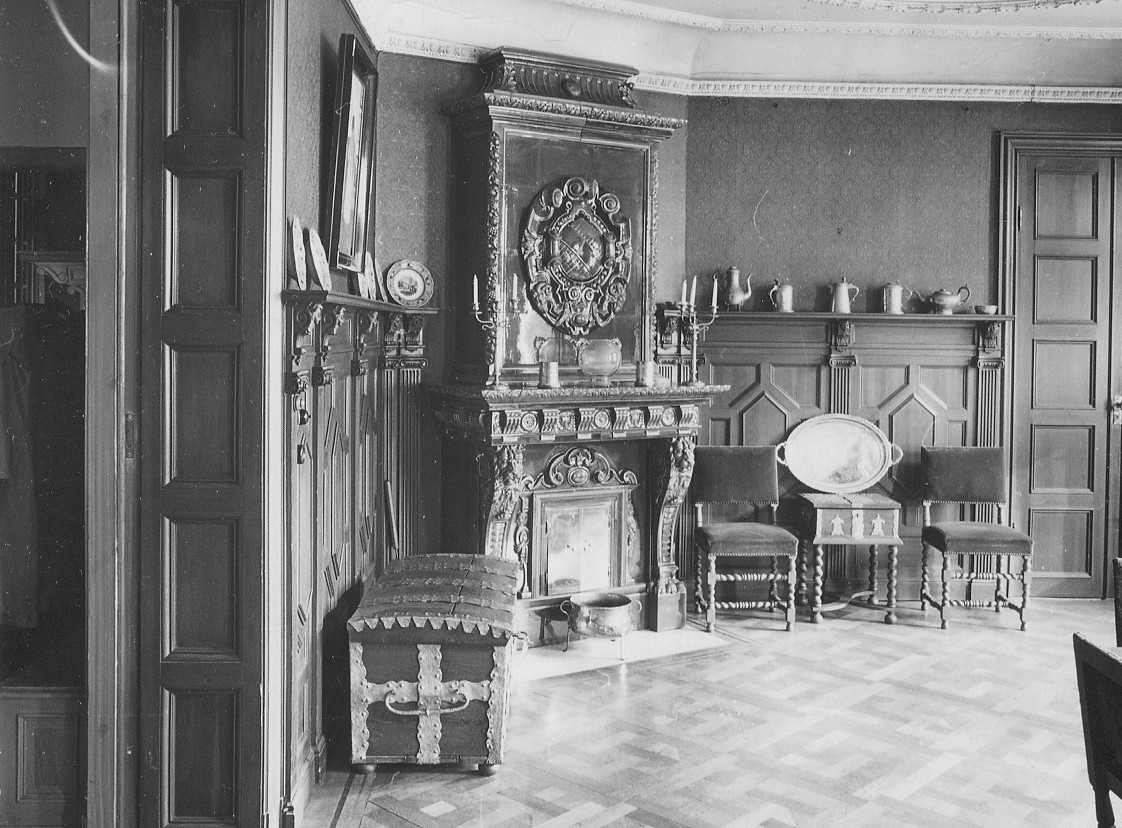
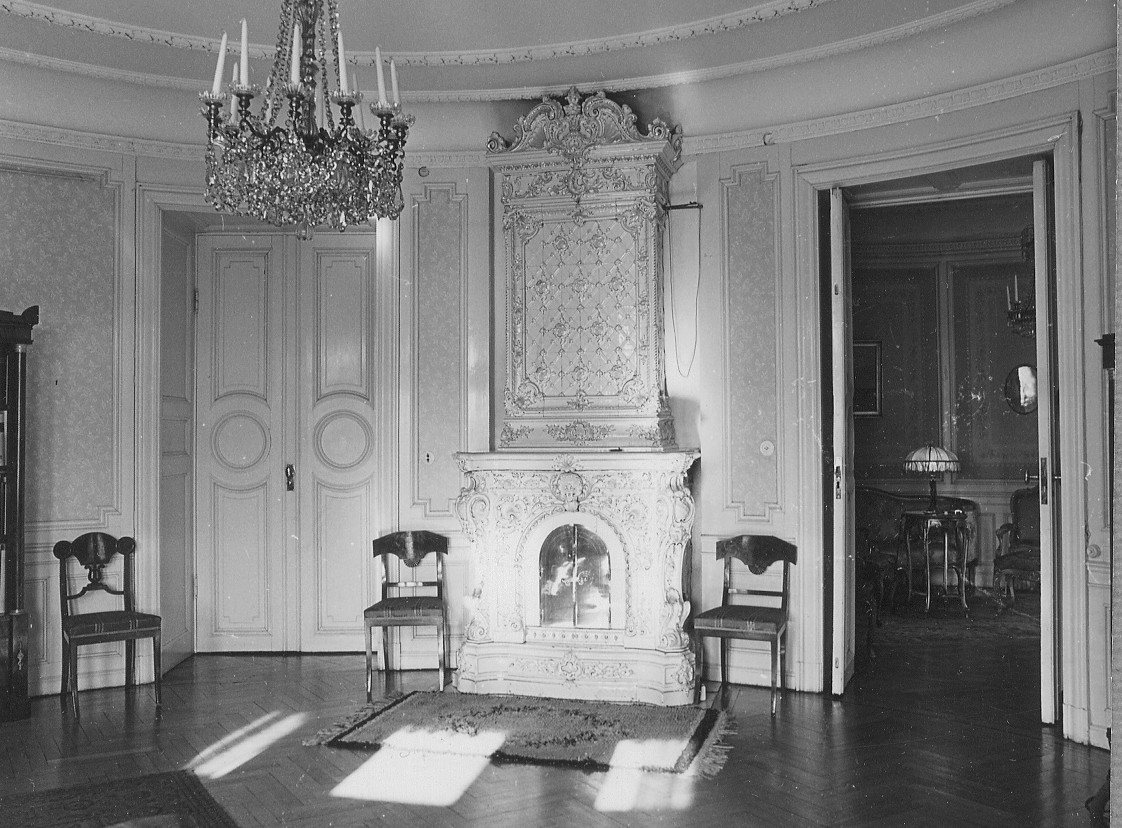
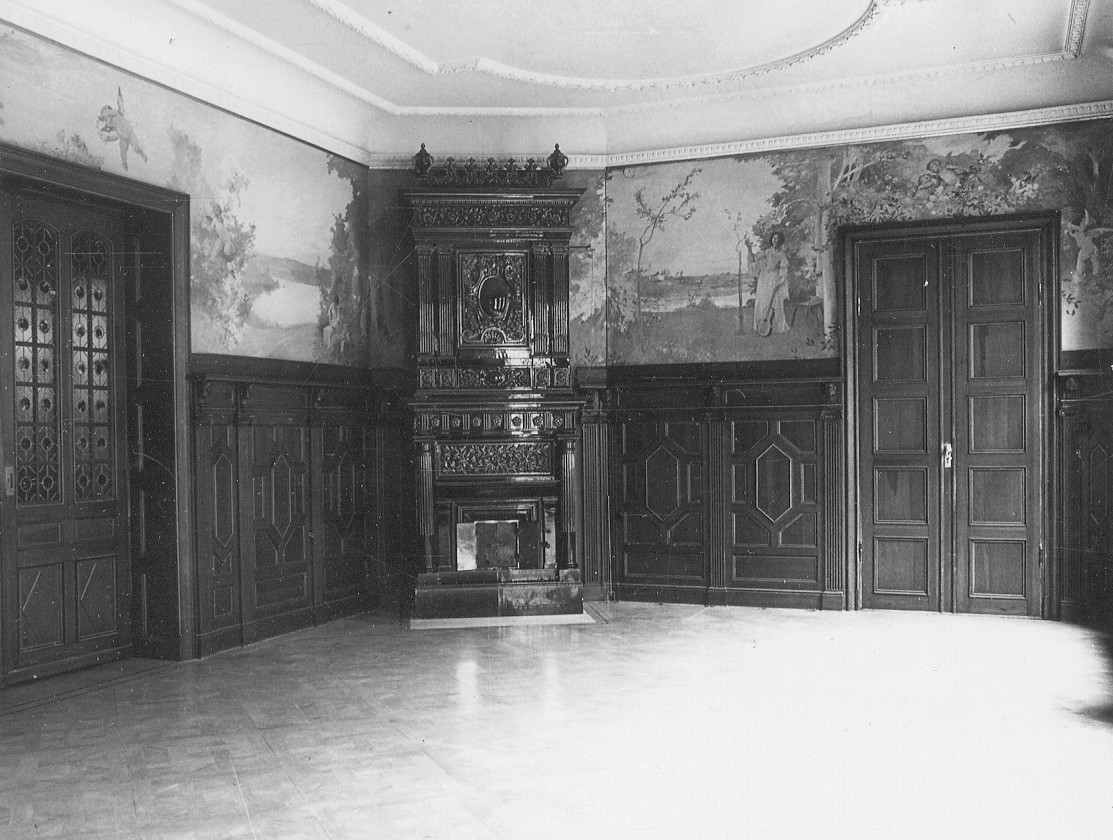
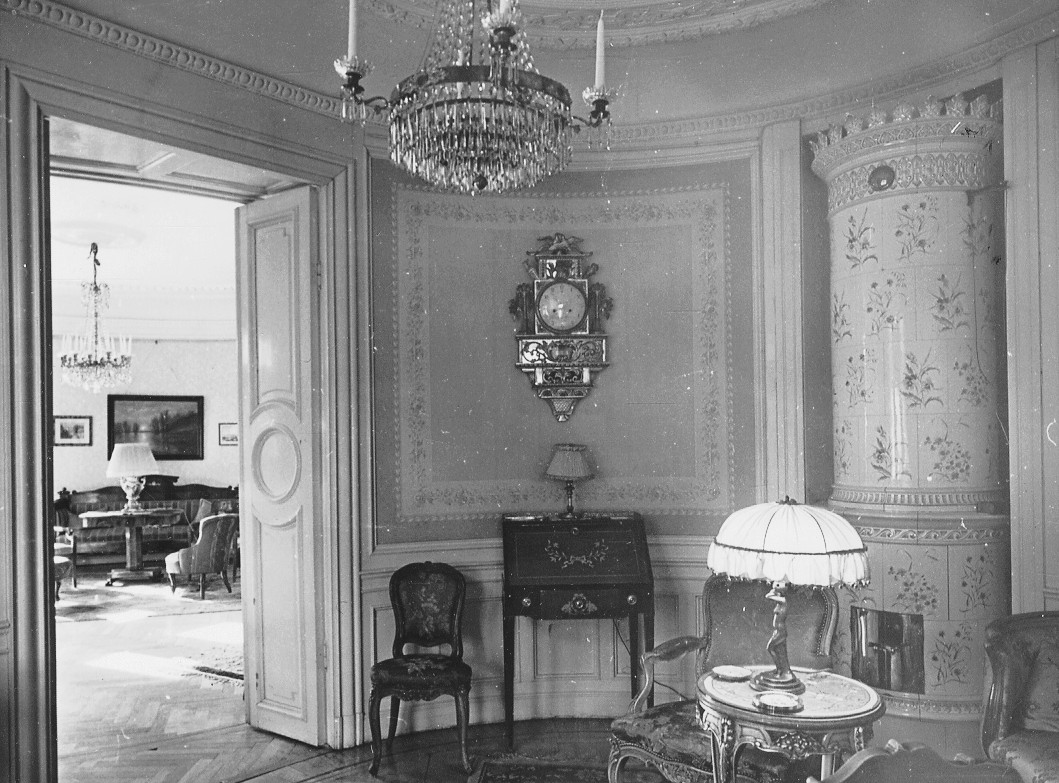

### Rivningshot
År 1964 anhöll Nils Nessen AB om rivning av Daneliuska huset för att ge plats åt huvudkontoret till en av storbankerna. Fem år tidigare hade den ståtliga byggnaden på intilliggande kvarteret Ladugårdsgrinden, det 1885 uppförda Hotel Anglais ritat av arkitekten Helgo Zetterwall, rivits och lämnat plats för ett nytt hotell med samma namn. 
Stockholmaren Per Lindeberg tog initiativ till en protestskrivelse, som undertecknades av ett tjugotal framstående kulturpersonligheter, däribland författarna Bo Bergman, Per Anders Fogelström, Barbro Alving (Bang) och Svante Foerster, konstkritikerna Gotthard Johansson och Ulf Linde samt flera tunga företrädare för arkitektkåren. Lindebergs kontakt i Stadshuset blev folkpartisten Eva Remens, som sedan fortsatte att driva frågan i byggnadsnämnd och fullmäktige. Den 1 augusti 1968 övergick huset till slut i Stockholms stads ägo och rivningshotet var avvärjt.

### Verksamheter
I mitten av 1980-talet öppnade krögaren Christer von Arnold restaurang Arnold, varefter Daneliuska huset under en period kom att kallas Arnoldshuset. Detta namn fortlever i en konferensanläggning inrymd i huset. Vidare inryms nattklubben Spy Bar samt ett flertal andra nattlivsadresser i regi av Stureplansgruppen.

## Referenser

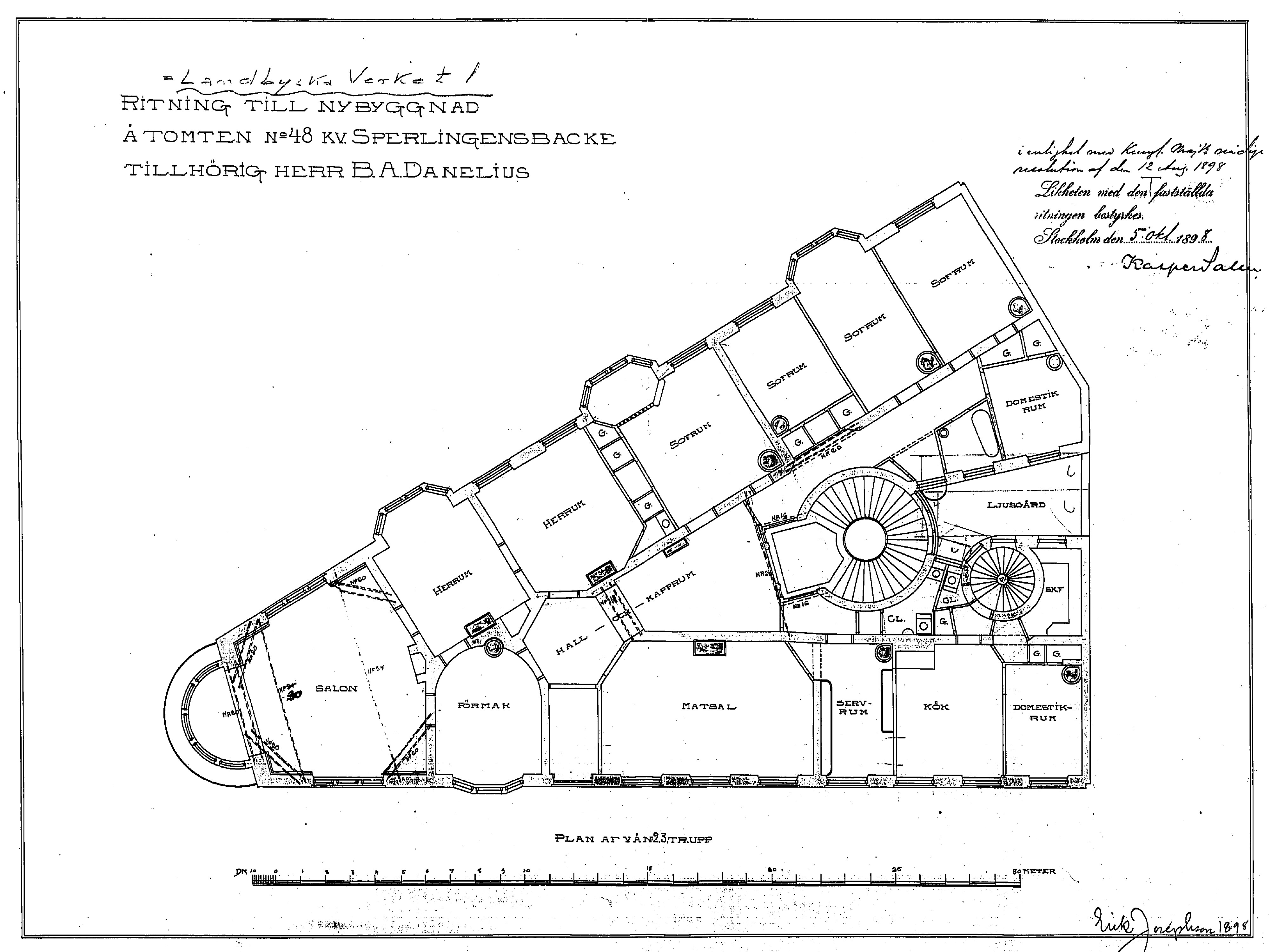
Daneliuska huset, originalritning från 1898, våning 2 och 3 trappor.

Fasaddetaljer
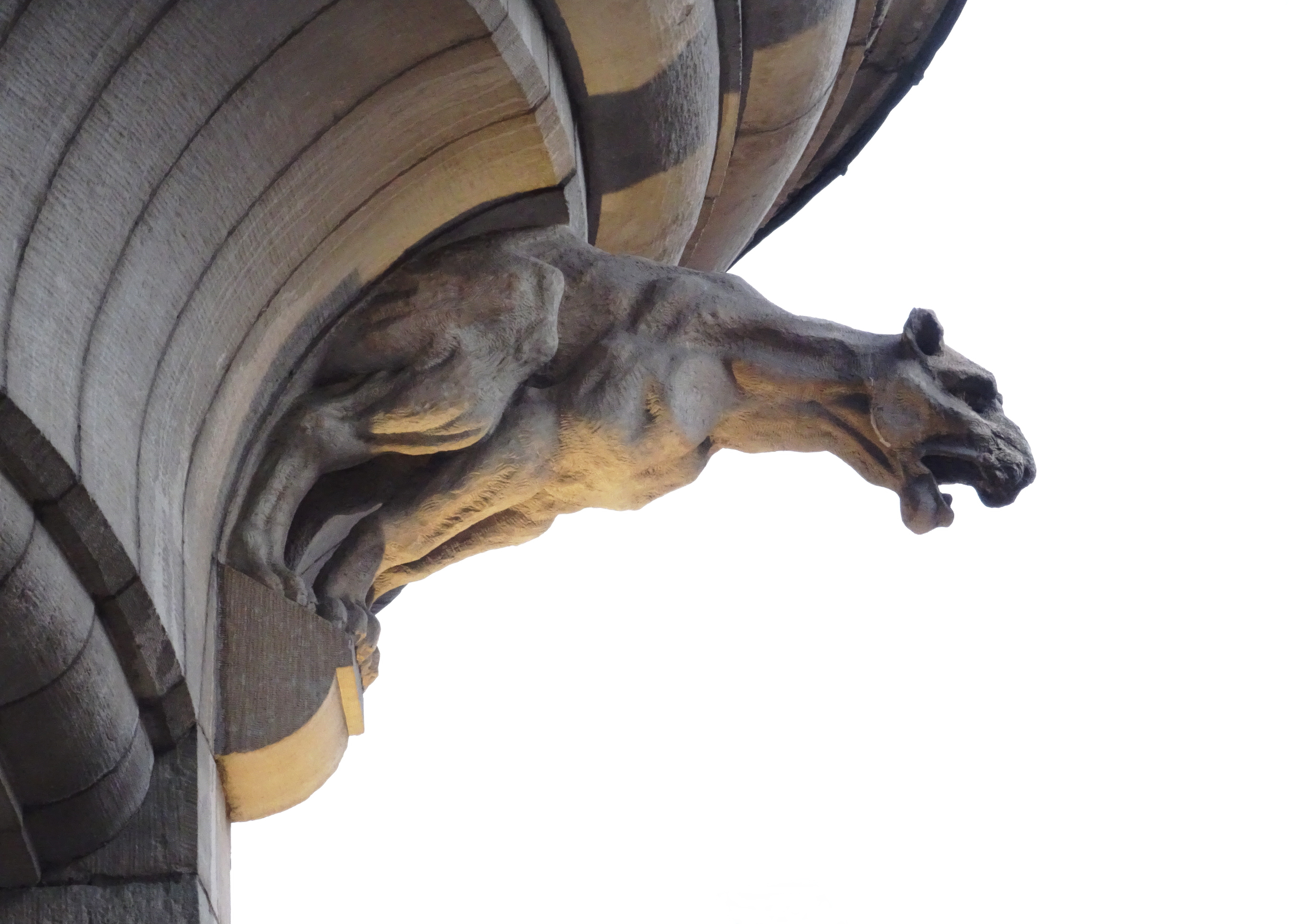
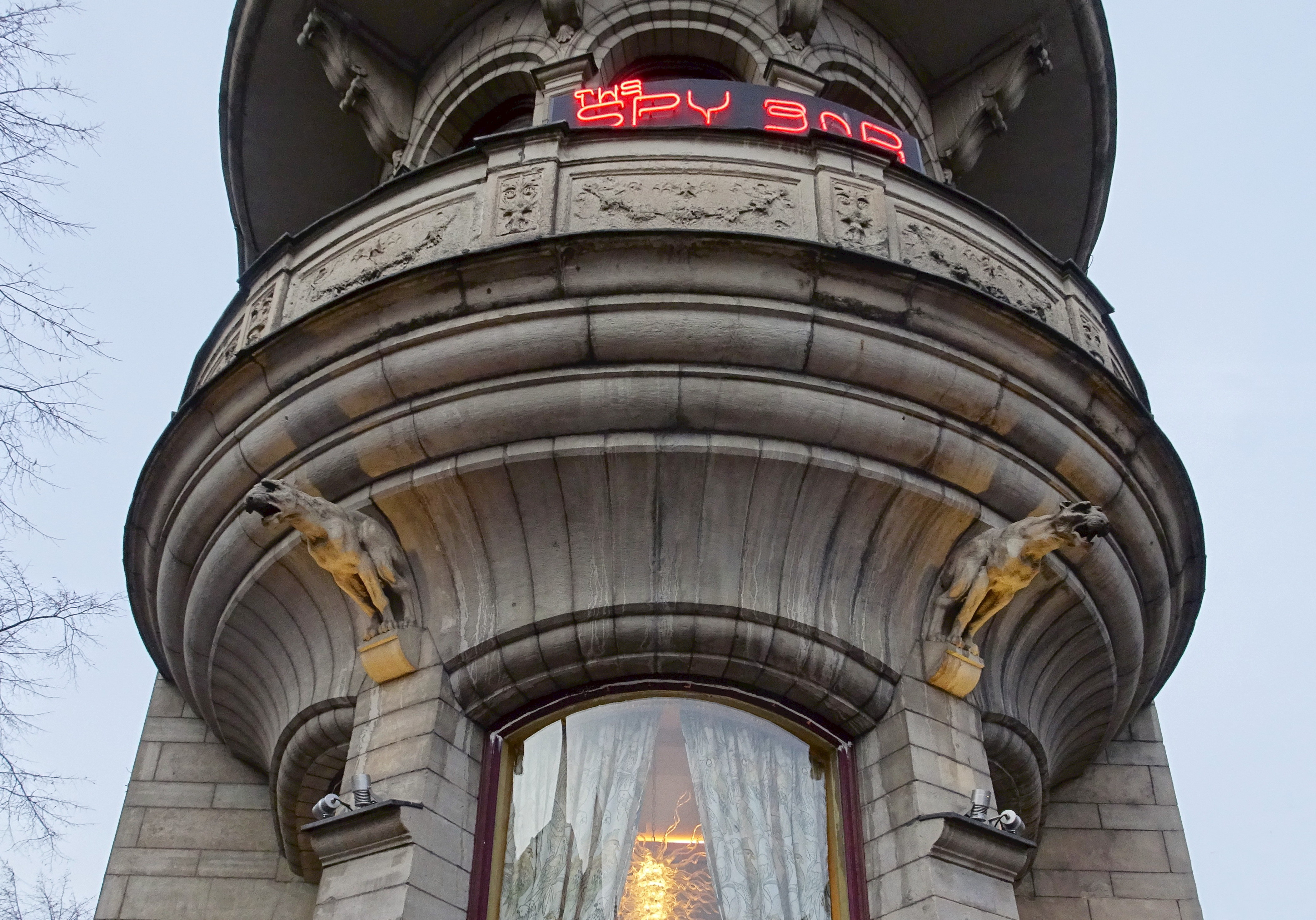
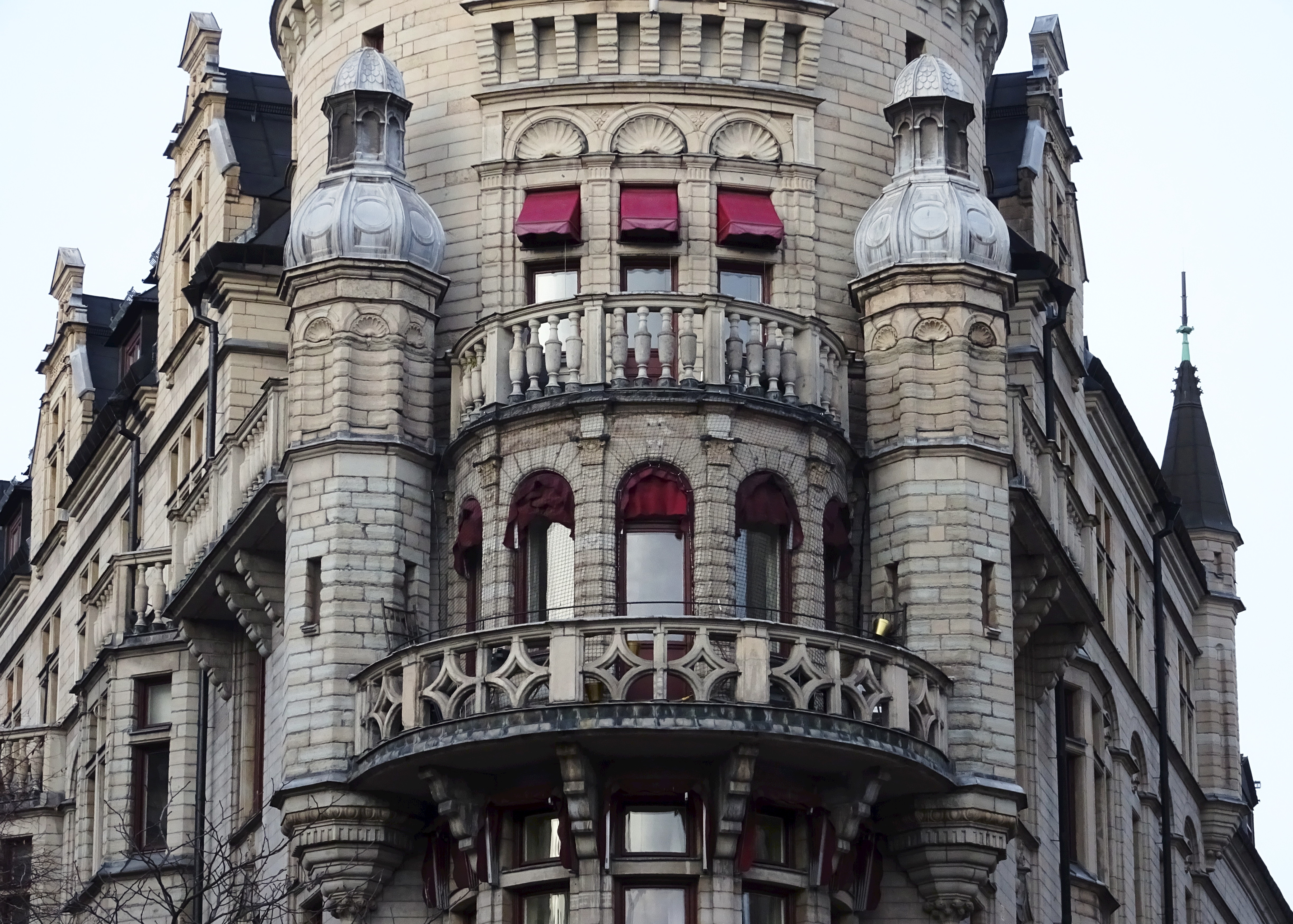
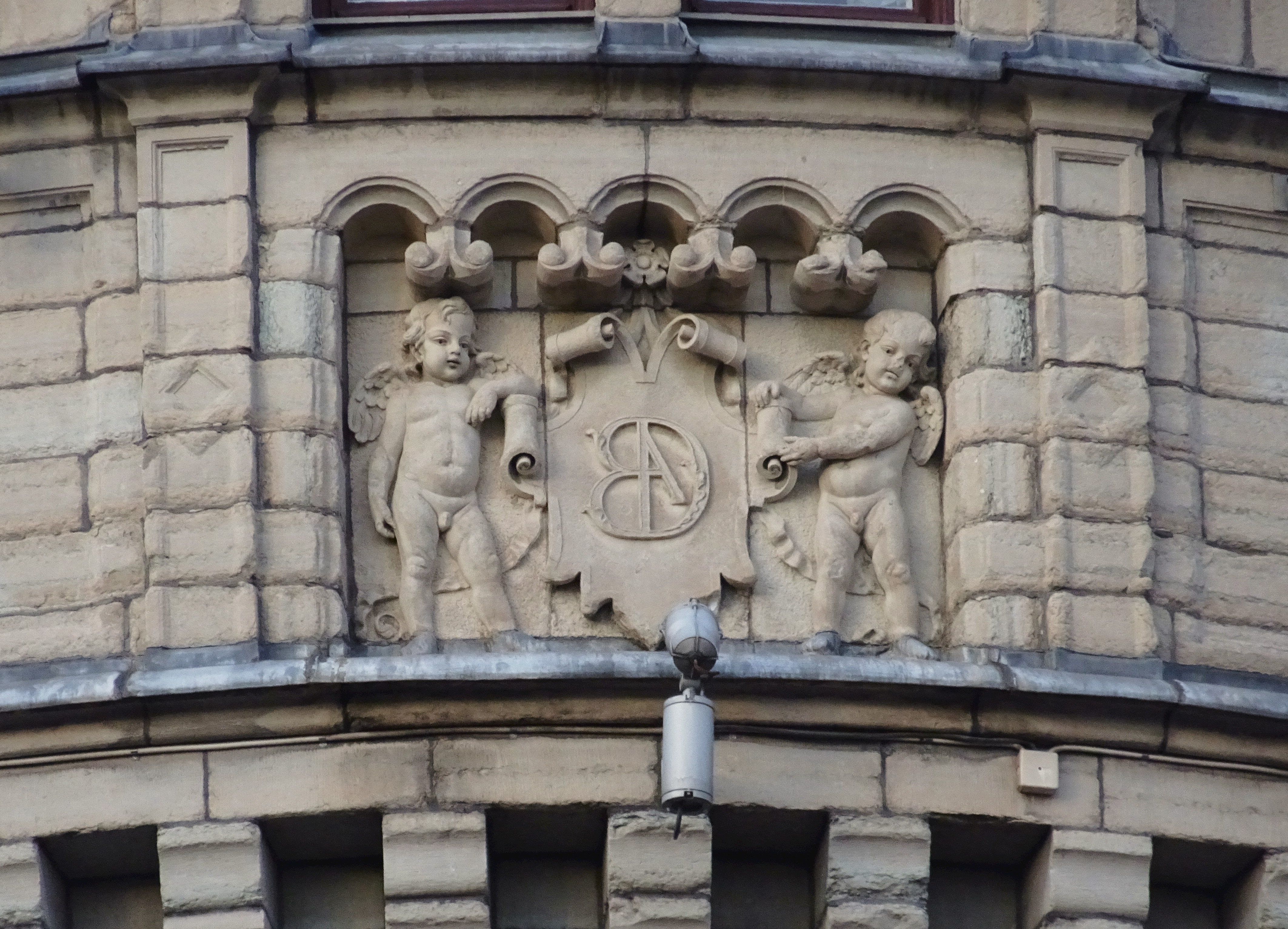
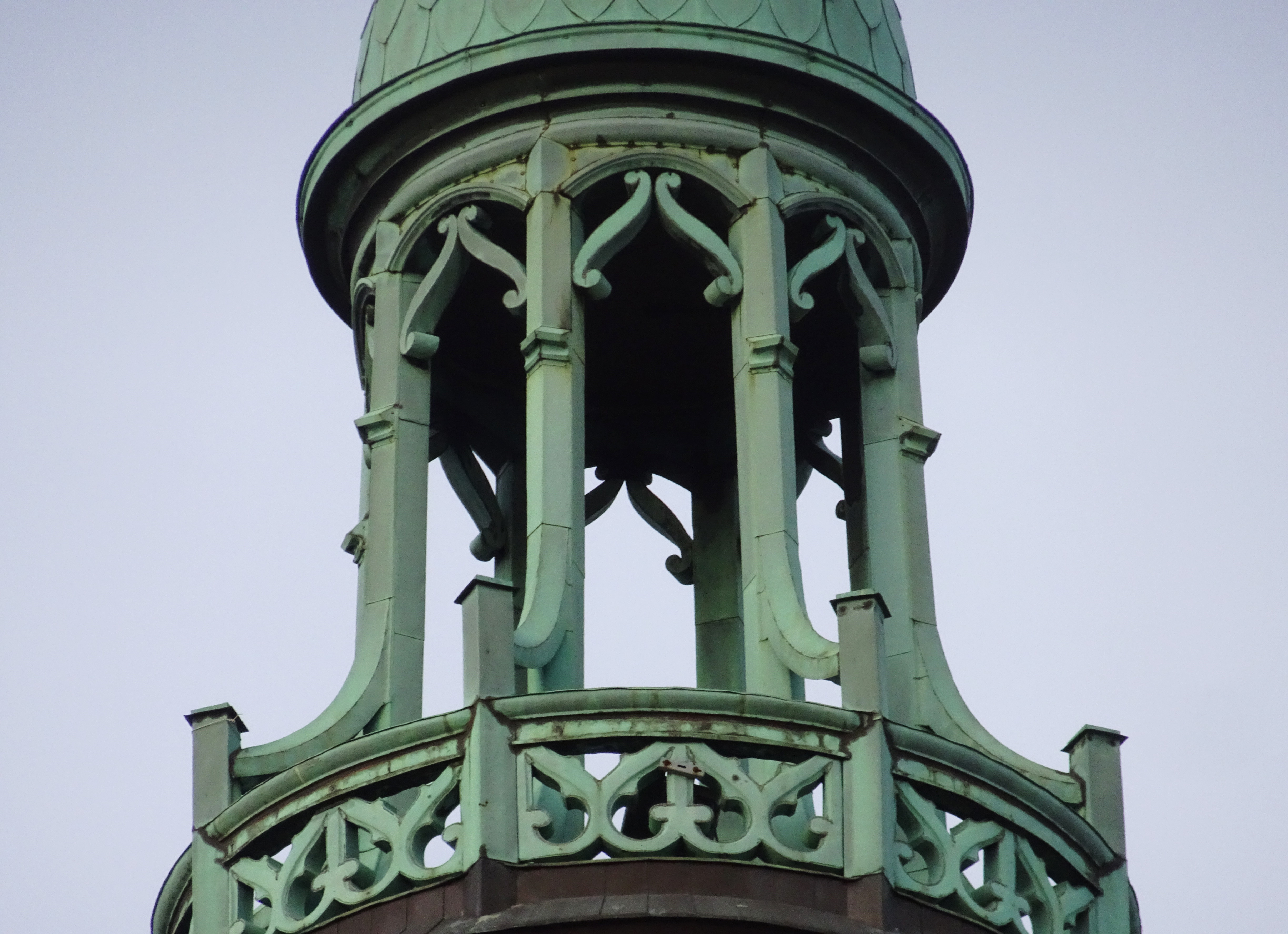